# Dendritas contra el bicho feo
Dendritas contra el bicho feo es el tercer disco de la banda uruguaya Buenos Muchachos. Fue lanzado en 2001 por el sello discográfico Ultrapop y reeditado por Bizarro Records en 2008.
Buenos Muchachos era en ese momento: Álvaro Garrigósen en el bajo, Gustavo Antuña y Marcelo Fernández como guitarristas, Laura Gutman en batería y Pedro Dalton en voz.

## Lista de canciones
| N.º | Título             | Duración |  |
| 1.  | «Ensueños»         |          |  |
| 2.  | «Como un feto»     |          |  |
| 3.  | «Brother day»      |          |  |
| 4.  | «El faro»          |          |  |
| 5.  | «sin cielo»        |          |  |
| 6.  | «Debanda»          |          |  |
| 7.  | «H.I.V.»           |          |  |
| 8.  | «Fusible suelto»   |          |  |
| 9.  | «Ooh uooh»         |          |  |
| 10. | «Partes del campo» |          |  |
| 11. | «Plasticol»        |          |  |
| 12. | «La discusión»     |          |  |

## Datos técnicos
- Grabación: estudio El Pie. Buenos Aires, Argentina.
- Producción artística: Sergio Álvarez.
- Ingeniero de sonido: Gonzalo Rainieri.
- Mezclado y masterizado: Mario Brauer. Buenos Aires, agosto - septiembre de 2001.
- Edición: Ultrapop, reeditado en agosto de 2008 por Bizarro Records.